# Phaloria galoa
Phaloria galoa är en insektsart som beskrevs av Otte, D. och Cowper 2007. Phaloria galoa ingår i släktet Phaloria och familjen syrsor. Inga underarter finns listade i Catalogue of Life.